# Alaaeddin Hassan
Alaaeddin Mohammed Salama Hasan (in arabo علاءالدين حسن‎?; Mashhad, 31 gennaio 2000) è un calciatore palestinese, attaccante dell'Al-Arabi e della nazionale palestinese.

## Carriera

### Nazionale
Ha debuttato in nazionale il 6 settembre 2023, nell'amichevole Oman-Palestina (2-1). Ha partecipato, con la selezione palestinese, alla Coppa d'Asia 2023. È sceso in campo, inoltre, nelle qualificazioni ai Mondiali 2026.

## Statistiche

### Cronologia presenze e reti in nazionale
Statistiche aggiornate al 28 dicembre 2024.

| Cronologia completa delle presenze e delle reti in nazionale ― Palestina | Cronologia completa delle presenze e delle reti in nazionale ― Palestina | Cronologia completa delle presenze e delle reti in nazionale ― Palestina | Cronologia completa delle presenze e delle reti in nazionale ― Palestina | Cronologia completa delle presenze e delle reti in nazionale ― Palestina | Cronologia completa delle presenze e delle reti in nazionale ― Palestina | Cronologia completa delle presenze e delle reti in nazionale ― Palestina | Cronologia completa delle presenze e delle reti in nazionale ― Palestina |
| Data                                                                     | Città                                                                    | In casa                                                                  | Risultato                                                                | Ospiti                                                                   | Competizione                                                             | Reti                                                                     | Note                                                                     |
| ------------------------------------------------------------------------ | ------------------------------------------------------------------------ | ------------------------------------------------------------------------ | ------------------------------------------------------------------------ | ------------------------------------------------------------------------ | ------------------------------------------------------------------------ | ------------------------------------------------------------------------ | ------------------------------------------------------------------------ |
| 6-9-2023                                                                 | Mascate                                                                  | Oman                                                                     | 2 – 1                                                                    | Palestina                                                                | Amichevole                                                               | -                                                                        | 75’                                                                      |
| 11-9-2023                                                                | Nam Dinh                                                                 | Vietnam                                                                  | 2 – 0                                                                    | Palestina                                                                | Amichevole                                                               | -                                                                        | 75’                                                                      |
| 7-1-2024                                                                 | Doha                                                                     | Palestina                                                                | 0 – 1                                                                    | Uzbekistan                                                               | Amichevole                                                               | -                                                                        |                                                                          |
| 9-1-2024                                                                 | Al Wakrah                                                                | Arabia Saudita                                                           | 0 – 0                                                                    | Palestina                                                                | Amichevole                                                               | -                                                                        | 46’                                                                      |
| 14-1-2024                                                                | Al Rayyan                                                                | Iran                                                                     | 4 – 1                                                                    | Palestina                                                                | Coppa d'Asia 2023 - Gironi                                               | -                                                                        | 65’                                                                      |
| 23-1-2024                                                                | Doha                                                                     | Hong Kong                                                                | 0 – 3                                                                    | Palestina                                                                | Coppa d'Asia 2023 - Gironi                                               | -                                                                        | 69’                                                                      |
| 21-3-2024                                                                | Kuwait City                                                              | Palestina                                                                | 5 – 0                                                                    | Bangladesh                                                               | Qual. Mondiali 2026                                                      | -                                                                        | 74’                                                                      |
| 26-3-2024                                                                | Dhaka                                                                    | Bangladesh                                                               | 0 – 1                                                                    | Palestina                                                                | Qual. Mondiali 2026                                                      | -                                                                        | 61’ 90+4’                                                                |
| 10-10-2024                                                               | Basra                                                                    | Iraq                                                                     | 1 – 0                                                                    | Palestina                                                                | Qual. Mondiali 2026                                                      | -                                                                        | 80’                                                                      |
| 19-11-2024                                                               | Amman                                                                    | Palestina                                                                | 1 – 1                                                                    | Corea del Sud                                                            | Qual. Mondiali 2026                                                      | -                                                                        | 90’                                                                      |
| Totale                                                                   |                                                                          | Presenze                                                                 | 10                                                                       |                                                                          | Reti                                                                     | 0                                                                        |                                                                          |